# Springendal
Het Springendal in de gemeente Dinkelland en Tubbergen is een erosiedal in de stuwwal van Ootmarsum (uit het Saalien). Het ligt ten noorden van Ootmarsum en ten oosten van Vasse en beslaat ongeveer 355 hectare. Het gebied staat bekend om zijn bronnen, beken, heuvels en grafheuvels. Aan de grens met Duitsland ligt een open stuk heide, de 'Paardenslenkte'. Het maakt deel uit van het Natura2000-gebied Springendal & Dal van de Mosbeek.
Het typisch Twentse landschap met kleine akkers, heide, houtwallen, bossen en hooilanden langs de beek was eigendom van de Enschedese textielfabrikant Jannink en kwam later in bezit van Staatsbosbeheer en Landschap Overijssel.
In het natuurgebied ontspringt kwelwater afkomstig van de stuwwal in de vorm van drie bronvijvers, een grote en twee kleinere. De bronnen voeden drie beken: de Hazelbekke, de Springendalsebeek en de Mosbeek. In 2023 werd de constructie van de bronvijvers hersteld en verbeterd.

## Offerplaats
Op een kruispunt van vroegmiddeleeuwse wegen in het Springendal zijn tussen 2019 en 2021 door amateurzoekers en beroepsarcheologen zilveren en gouden munten en sieraden uit de zesde en zevende eeuw blootgelegd. Na zorgvuldig bodemonderzoek bleek het te gaan om een offerplaats aan voorchristelijke goden. Het Rijksmuseum van Oudheden noemde het de belangrijkste 'schatvondst' in vijftig jaar.

## Flora en fauna
In het Springendal zijn jeneverbesstruiken te vinden. Ook blauwe knoop, beenbreek, duivelsnaaigaren en drijvende waterweegbree komen er voor. Beschermde diersoorten zijn onder meer kamsalamander, beekprik en vliegend hert. 

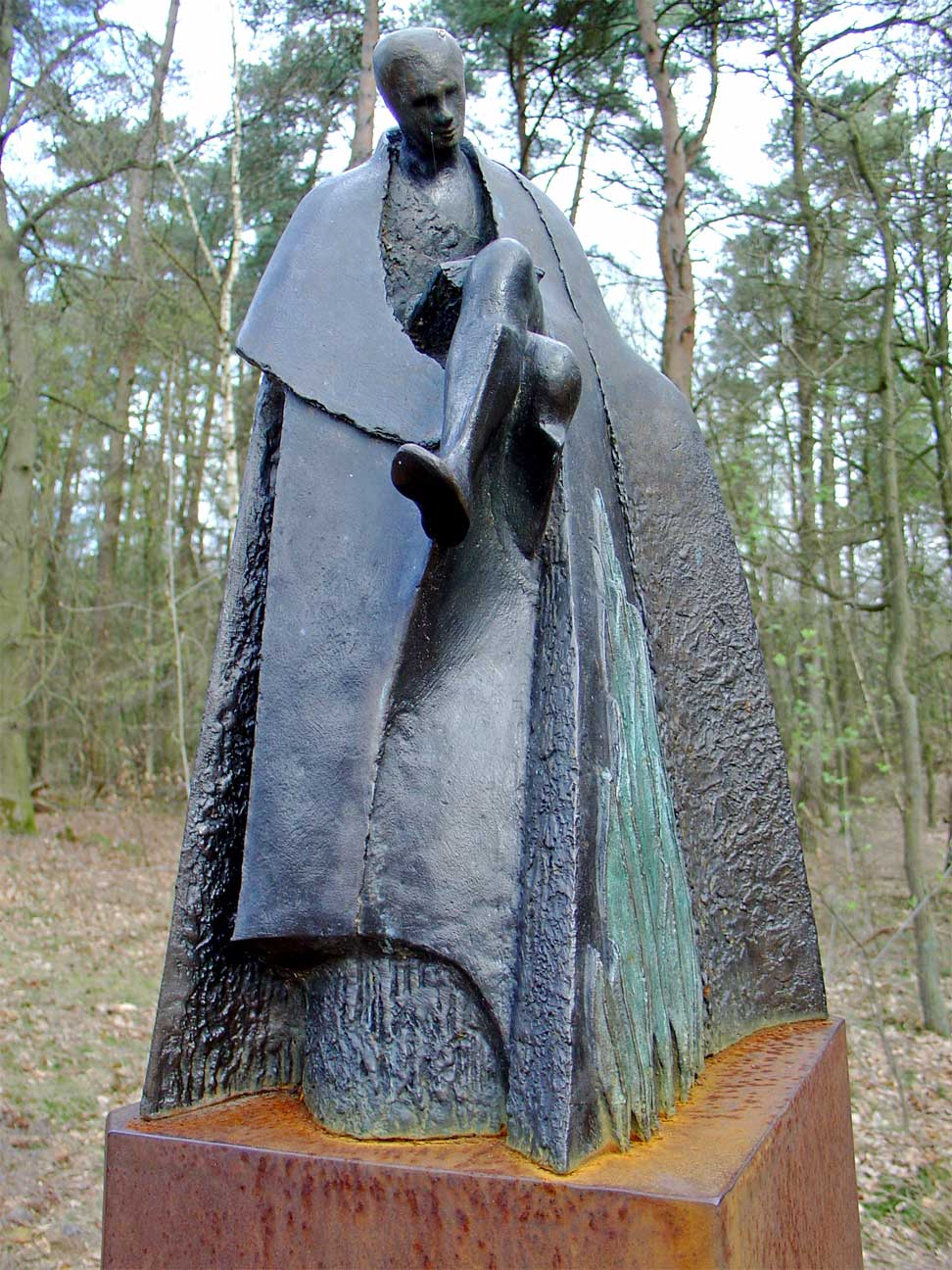
Standbeeld ter gedachtenis aan de bioloog Victor Westhoff door Willem van der Velden in het Springendal
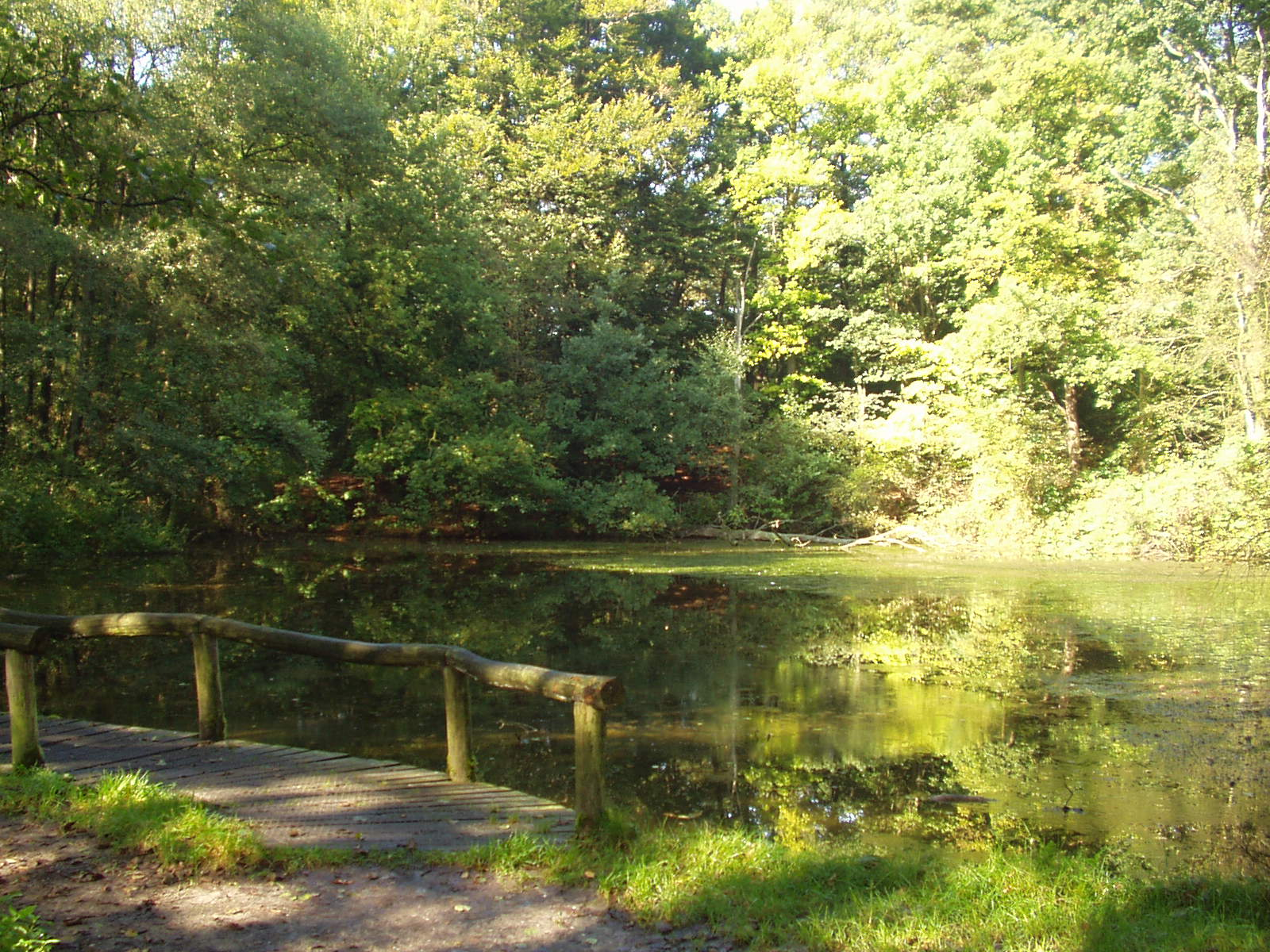
Het Springendal, Bronnenroute
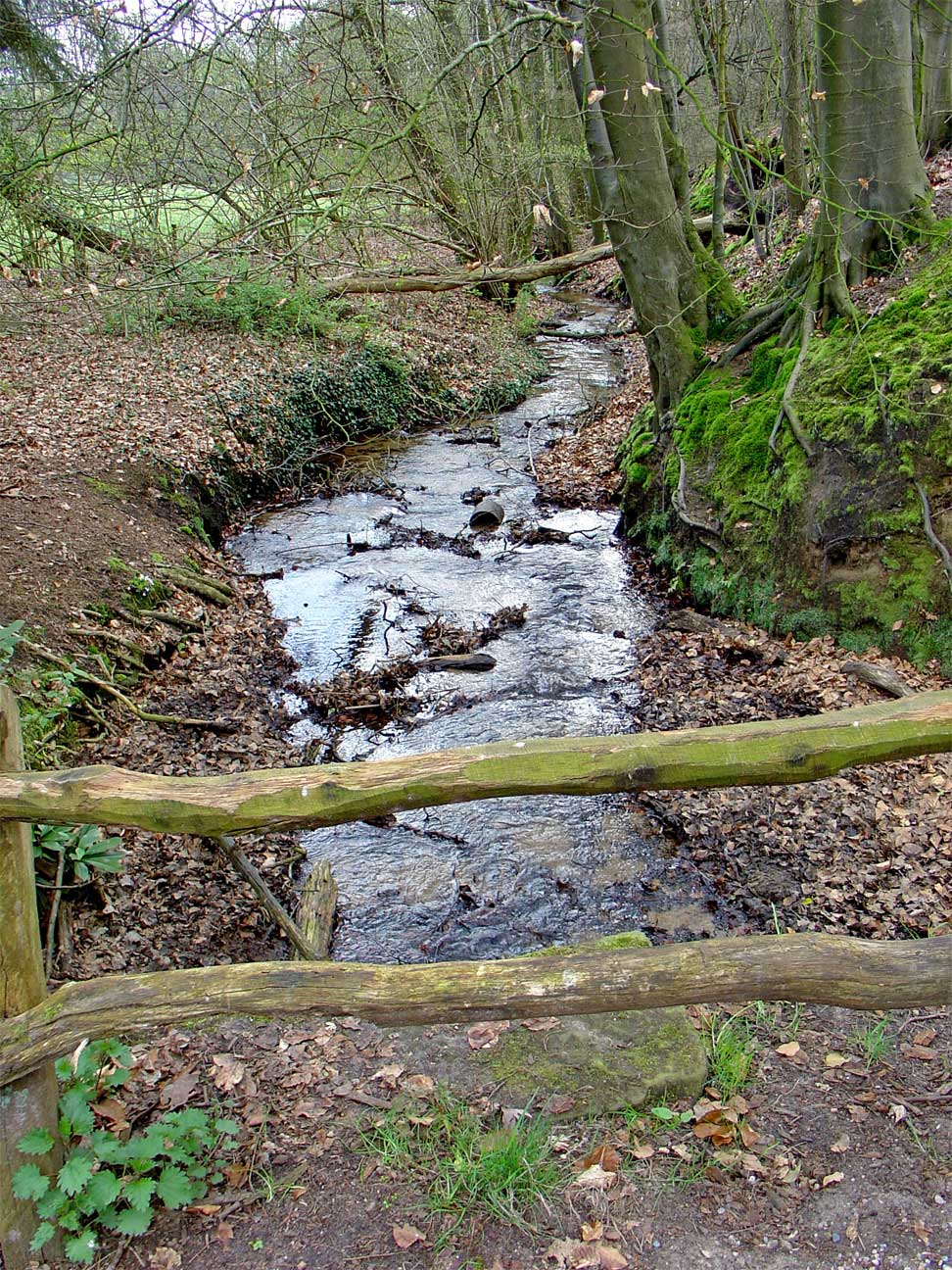
Mosbeek in het Springendal bij Ootmarsum
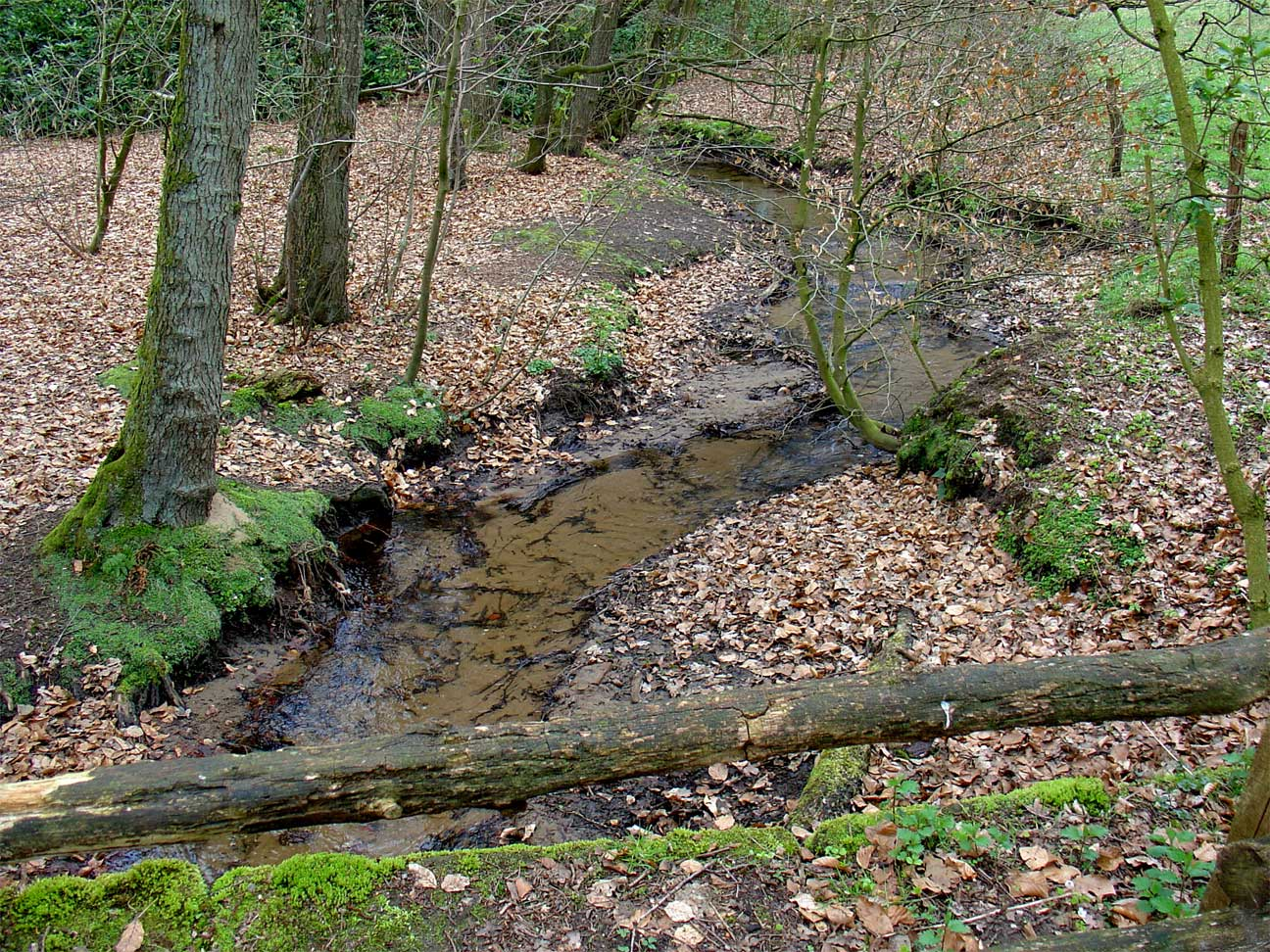
Mosbeek in het Springendal bij Ootmarsum